# 리전닝
리전닝(중국어 간체자: 李振宁, 정체자: 李振寧, 병음: Lǐ Zhènníng, 한자음: 이진영, 영어: Li Zhenning, 1995년 11월 5일 ~ )은 중국의 가수이자 무용가이다. 중국의 보이 그룹 UNINE의 일원이었다. 소속사는 BG Project이다. 팬덤명은 「안예」 (桉叶)이며, 상징색은 「물망초 블루」 (勿忘草色)이다.  

## 내력
2019년 1월 26일, 동영상 사이트 플랫폼 아이치이에서 주최한 보이 그룹 결성 프로젝트 서바이벌 《청춘유니》에 참가하였다. 4월 6일, 최종 순위 발표식에서 '제2위'를 차지하여, 프로젝트 걸 그룹 UNINE의 일원이 되었다.

## 음악 작품

### 미니 앨범
| #   | 앨범 정보 | 트랙 리스트                                               | 각주 |
| 1st | 《깊고 깊은》(深深) - 포맷: CD · 디지털 다운로드 · 스트리밍 - 발매일: 2020년 11월 5일 - 장르: C-POP - 유형: 디지털 앨범 - 언어: 중국어, 영어 - 레이블: BG Music(黑金音乐) | 트랙 리스트 1. Moonlight 2. 넌 나빠(你坏坏) 3. 외면(翻脸) |      |